# Boi Neon
Boi Neon (Buey Neón) es una película de 2016 dirigida y escrita por Gabriel Mascaro. Fue protagonizada por Juliano Cazarré, Maeve Jinkings y Josinaldo Alves. Obtuvo la nominación para los Premios Platino en la categoría Mejor Dirección de Fotografía en el año 2017. Ganó el premio del jurado en el Festival Latinoamericano de Cine de Quito de 2016.

## Trama
Iremar  trabaja en las Vaquejadas, el tradicional rodeo del noroeste de Brasil. Es un domador de toros que trabaja para un grupo itinerante que transporta toros de rodeo en rodeo y que sueña con convertirse en sastre y confeccionar ropa de moda para mujeres. Encuentra una salida a su creatividad haciendo máscaras de caballo a medida y trajes provocativos para Galega, la conductora del grupo que también realiza bailes sexualmente seductores para grupos de hombres después de cada rodeo. Les acompañan la hija de Galega, Cacá, y Zé, un bufonesco domador de toros que es el blanco de las bromas de los demás. 
La película trata principalmente de las interacciones entre los miembros de este grupo, intercaladas con los intentos de Iremar de diseñar ropa, y escenas de rodeo. Después de un intento fallido de Iremar y Zé de robar semen de caballo en una subasta, a Zé le ofrecen un nuevo trabajo como cuidador de caballos; es sustituido en el grupo por Junior, un hombre joven, atractivo y vanidoso, pero amable, que se hace amigo de Cacá y se involucra sexualmente con Galega.
Durante un rodeo, Iremar conoce a Geise, una mujer embarazada que vende colonia y perfume en una gran fábrica donde también trabaja como guardia de seguridad nocturna. Después del rodeo, Geise le lleva un frasco de colonia a Iremar como regalo. Más tarde, por la noche, él la visita en la fábrica, donde queda impresionado por la maquinaria de confección industrial. Ella le seduce y mantienen relaciones sexuales.

## Reparto
- Juliano Cazarré como Iremar
- Alyne Santana como Cacá
- Maeve Jinkings como Galega
- Samya De Lavor como Geise
- Vinícius de Oliveira como Junior
- Josinaldo Alves como Mário
- Abigail Pereira como Valquíria
- Carlos Pessoa como Zé